# Кантемир, Шербан Дмитриевич
Князь Шербан (Сербан, Сергей) Дми́триевич Кантеми́р (170?—1780) — русский офицер, сын молдавского господаря, князя Дмитрия Константиновича и Кассандры Кантакузен, брат поэта Антиоха Кантемира.

## Биография
В 1736 был поручиком Преображенского полка, в 1762 уволен бригадиром.
Владел участком в Трёхсвятительском переулке в Москве.
Умер в 1780 году. Похоронен в Донском монастыре в Москве.
Написал: «Петру I — панегирическое Всесожжение смиреннейше творит и приносит господарович С. К.» (СПб., 1714).
То же на латинском языке у Байера, в «Истории о жизни и делах князя Константина Кантемира» (М., 1783).

### Семья
Супруга Авдотья Моисеевна Алфимова. Дочь — Елена (1744 — ?).